# Corydoras paleatus

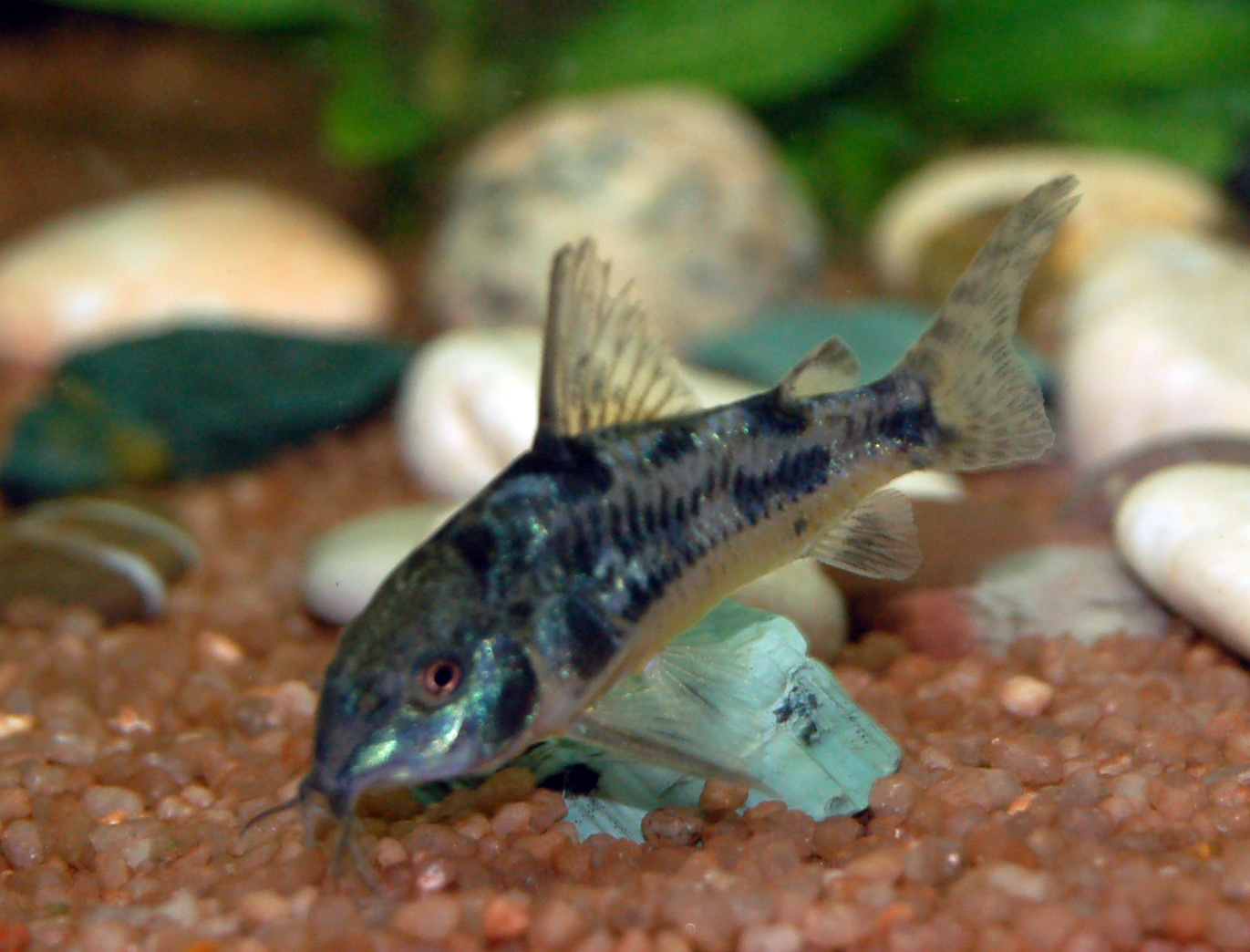
Corydoras paleatus

 Corydoras paleatus és una espècie de peix de la família dels cal·líctids i de l'ordre dels siluriformes que es troba a Sud-amèrica: conca inferior del riu Paranà i rius costaners d'Uruguai i el Brasil.
Els mascles poden assolir els 5,9 cm de longitud total.